# فلورنس لوسكومب
فلورنس هوب لوسكومب (بالإنجليزية: Florence Luscomb) (6 فبراير 1887- 13 أكتوبر 1985) مهندسة معمارية أمريكية وناشطة في منح المرأة حق الاقتراع في ماساتشوستس. كانت واحدة من النساء العشر الأوائل اللواتي تخرجن من معهد ماساتشوستس للتكنولوجيا بشهاداتها في الهندسة المعمارية. أصبحت لوسكومب شريكةً في شركة هندسة معمارية مملوكة مبكرًا للنساء قبل أن يصبح العمل الميداني نادرًا خلال الحرب العالمية الأولى. ثم كرست نفسها بالكامل للنشاط في حركة حق الاقتراع للنساء، وأصبحت زعيمةً بارزةً لمطالبي ماساشوستس بحق الاقتراع.

## نشأتها
وُلدت لوسكومب في لوويل، ماساتشوستس، ابنة أوتيس وهانا سكينر (نوكس) لوسكومب. كان والدها فنانًا غير معروفًا. كانت والدتها متفانية وناشطة في مجال حقوق المرأة. عندما كانت فلورنس تبلغ من العمر سنة ونصف، انفصل والداها وانتقلت مع والدتها إلى بوسطن، بينما عاش شقيقها الأكبر أوتيس كيرو لوسكومب مع والدهما. عندما كانت طفلة في بوسطن، ذهبت مع والدتها إلى مناسبات منح المرأة الحق في الاقتراع، وفي وقتٍ ما شاهدت سوزان بي أنتوني تتحدث. أصبحت مدافعة عن حقوق المرأة، وبدأت ببيع صحيفة مؤيدة للاقتراع في الشارع.

## تحصيلها العلمي
كانت لوسكومب من بين النساء العشر الأوائل اللواتي حصلن على شهادة في الهندسة المعمارية من معهد ماساتشوستس للتكنولوجيا. في فترة عملها هناك، كانت ما تزال النساء تواجه تحديات كبيرة. على سبيل المثال، كان على لوسكومب أن تسأل في اثنتي عشرة شركة قبل أن توظفها واحدة منها للتدريب بعد عامها الثاني. بعد تخرجها، وظفتها إيدا آنا ريان، المرأة السادسة التي حصلت على درجة في الهندسة المعمارية من معهد ماساتشوستس للتكنولوجيا. أصبحت فيما بعد شريكة في شركة ريان. تشاركت ريان ولوسكومب الاهتمام في حق النساء في الاقتراع، وأعطت ريان للوسكومب درجة من المرونة في العمل سمحت لها بالنشاط في حركة الاقتراع للنساء. خلال هذا الوقت، ساعدت لوسكومب في تنظيم أحداث مختلفة لحركة الاقتراع، وخلال فترة النقاش حول إضافة تعديل الاقتراع لدستور الولاية، ألقت أكثر من 200 خطاب في 14 أسبوعًا. 
واصلت لاحقًا تعليمها في الهندسة المعمارية في مدرسة كامبريدج للهندسة المعمارية وهندسة المناظر الطبيعية التي افتُتحت حديثًا في عام 1916، وبدأت العمل مع المهندس المعماري المحلي هنري أثيرتون فروست ومهندس المناظر الطبيعية بريمر وهيدن بوند بالإضافة إلى عملها مع ريان. كانت مسيرتها المهنية على وشك التوقف عندما انهار البناء الجديد بسبب دخول الولايات المتحدة في الحرب العالمية الأولى في عام 1917.

## بدْء مهنة جديدة خلال الحرب العالمية الأولى
قبلت منصب الأمينة التنفيذية لجمعية بوسطن للحقوق المتساوية للحكم الجيد. ذهبت للعمل لعدد من المنظمات في منطقة بوسطن، بما في ذلك فروع بوسطن لرابطة النساء الناخبات والرابطة النسائية الدولية للسلام والحرية والمنظمات المكرسة لإصلاح السجون وسلامة المصانع. وكانت عضوًا في رابطة النساء الناخبات التي تأسست عندما حصل النساء على حق الاقتراع. كما ساعدت لوسكومب في تأسيس فرع محلي من مكتب الأمم المتحدة والعاملين المحترفين في أمريكا وعملت بمثابة متطوعة مع الجمعية الوطنية للنهوض بالملونين والاتحاد الأمريكي للحريات المدنية. اعتبرت نفسها من عام 1911 مواطنة من العالم، وسافرت إلى دول في جميع أنحاء أوروبا وآسيا لحضور المؤتمرات، ومع ذلك احتفظت بفخر بتراثها اليانكي. وكانت وجهات نظرها السياسية متطورة وفريدة من نوعها.
ورثت لوسكومب بعد وفاة والدتها في عام 1933، ما يكفي من المال حتى تتمكن من تكريس وقتها بالكامل للنشاط. ترشحت للمناصب العامة أربع مرات، وذلك بدافع إبراز قضاياها أكثر من الفوز. كان المنصب الأول، لمجلس بوسطن عام 1922، كادت تفوز به تقريبًا. كانت السباقات للكونغرس في 1936 و 1950 وللحكم في 1952 حملات احتجاجية إلى حدٍ كبير. وهي معارضة شديدة للمكارثية، استُدعيت في وقتٍ من الأوقات للإدلاء بشهادتها أمام لجنة في الهيئة التشريعية في ماساتشوستس التي كانت تحقق في الشيوعية. كتبت نشرة مبكرة مناهضة لحرب فيتنام، ونصحت فيما بعد بعض مؤسسي الحركات النسائية الأمريكية، وشجعتهم على ضم الفقراء والنساء الملونات.
صممت لوسكومب كوخها الخاص لقضاء العطلات في تامورث، نيوهامشير، وأمضت صيفها هناك بعد الحرب العالمية الثانية وحتى السبعينيات من القرن الماضي للمساهمة في نادي أبالاتشيان ماونتين.
بعد وفاة والدتها، عاشت لوسكومب في منازل تعاونية مختلفة، بما في ذلك منزل تعاوني في كامبريدج الكائن في شارع ويندل 64، حيث عاشت حتى انتقلت في عام 1980 إلى دار لرعاية المسنين في وترتاون، ماساتشوستس، حيث توفيت في 13 أكتوبر 1985، عن عمر يناهز 98 عامًا.